# Cecilie zu Mecklenburg

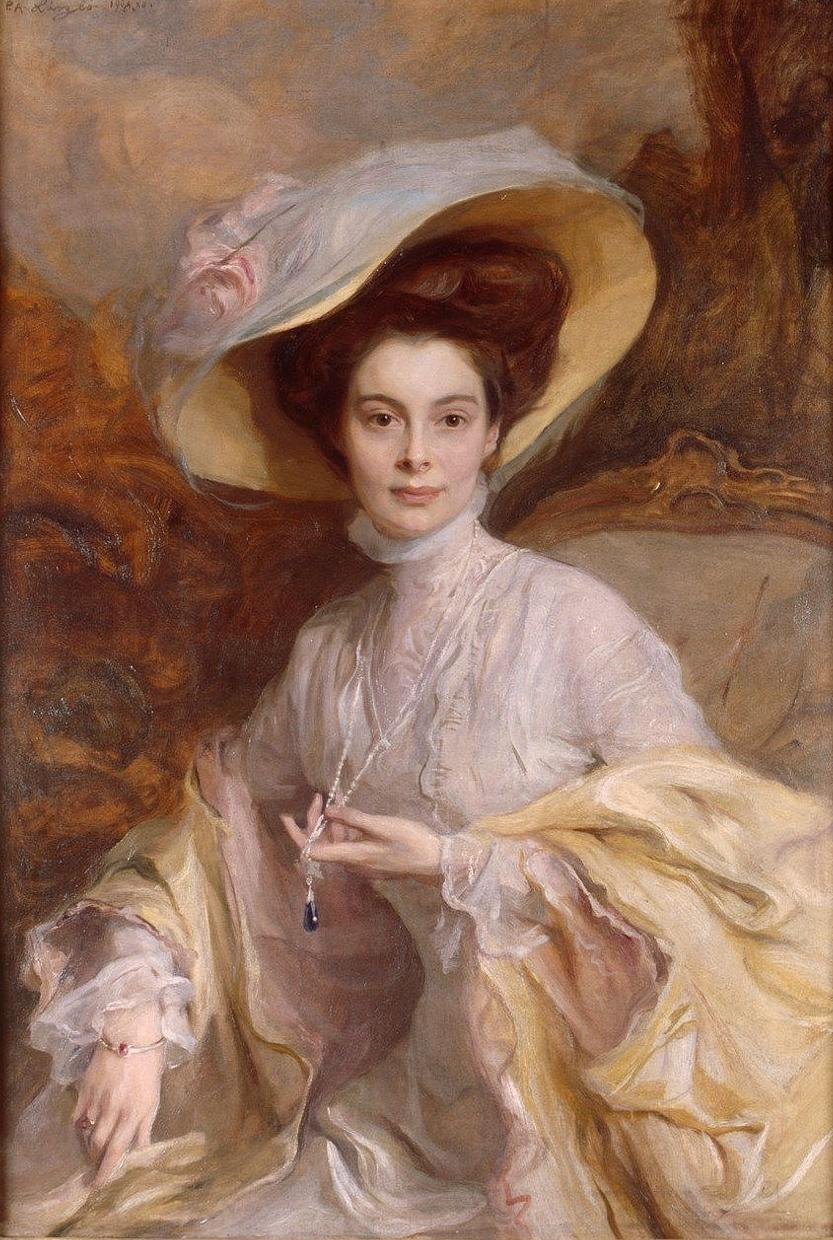
Kronprinzessin Cecilie von Preußen, offizielles Porträt von Philip Alexius de László, 1908

Cecilie Auguste Marie Herzogin zu Mecklenburg(-Schwerin) (* 20. September 1886 im Schweriner Schloss; † 6. Mai 1954 in Bad Kissingen, Bayern) war von 1905 bis 1918 als Ehefrau des Prinzen Wilhelm die letzte Kronprinzessin Preußens und des deutschen Kaiserreichs. Sie entstammte der Ehe des Großherzogs Friedrich Franz III. von Mecklenburg und der Großherzogin Anastasia.

## Leben

Kronprinzessin Cecilie, ihre beiden Söhne Wilhelm und Louis Ferdinand, 1908

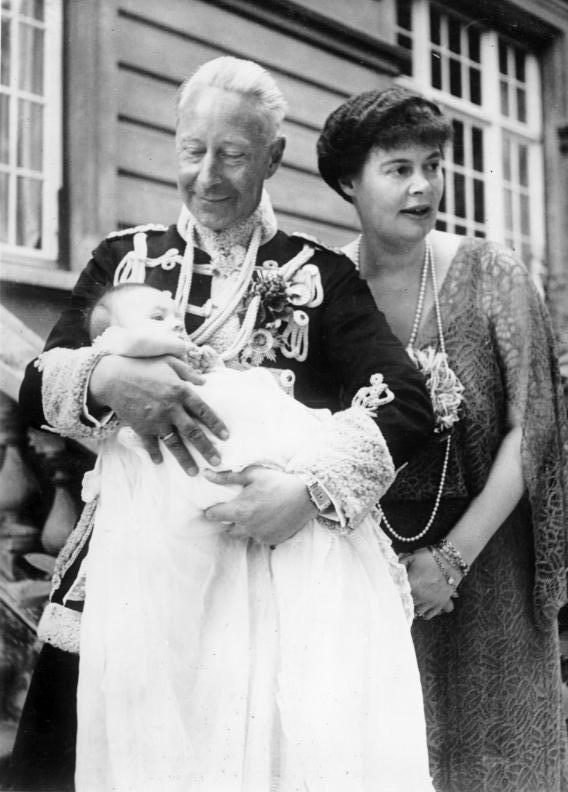
Wilhelm und Cecilie bei der Taufe ihrer Enkeltochter Felicitas von Preußen, 1934

Cecilie, die Enkelin der Cäcilie von Baden, war das dritte und jüngste Kind aus der Ehe des Großherzogs von Mecklenburg-Schwerin mit der aus der russischen Romanow-Dynastie stammenden Großfürstin Anastasia Michailowna. Sie verlebte ihre Kindheit in Cannes und im Schweriner Schloss. Am 3. Juli 1903 wurde sie in der Schlosskirche zu Schwerin von Pastor Wolrad Wolff konfirmiert. Am 4. September 1904 verlobte sie sich im Jagdschloss Gelbensande. Ein dreiviertel Jahr später, am 6. Juni 1905 heiratete sie in Berlin den deutschen Kronprinzen Wilhelm von Preußen. Die Eheschließung war eines der spektakulärsten Ereignisse des Jahres, das mit einem aufwendig geschmückten Festzug vom Brandenburger Tor entlang des Boulevards Unter den Linden bis zum Berliner Stadtschloss gefeiert wurde.
Cecilie lebte sich sehr schnell in ihrer neuen Umgebung ein und wurde durch ihre offene, aber ruhige Art sowohl am Hof wie auch beim Volk außergewöhnlich beliebt. In zeitgenössischen Quellen betonte man vor allem ihre natürliche Schönheit und ihr modisches, elegantes Auftreten. Tatsächlich war sie sehr modebewusst, hatte eine Schwäche für Hüte und wurde rasch zum Vorbild für tausende Frauen und Mädchen in Deutschland. Die von Zeitzeugen als intelligente und wortgewandte Frau beschriebene Kronprinzessin beschränkte ihre Außenwirkung jedoch nicht auf gutes Aussehen, sondern engagierte sich innerhalb der mit ihrer Stellung verbundenen Konventionen auch stark im sozialen Bereich. Dabei setzte sich Cecilie beispielsweise für die Frauenbildung ein, weshalb viele Schulen und Straßen (teils bis heute) nach ihr benannt wurden. In Gesprächen im engeren Kreis befasste sie sich auch mit tagespolitischen Themen. Ebenso fungierte sie als Regimentschef des Dragoner-Regiments „König Friedrich III.“ (2. Schlesisches) Nr. 8. Im Sommer wohnte die Kronprinzenfamilie im Marmorpalais im Neuen Garten Potsdam; in den Wintermonaten bezog sie das Kronprinzenpalais, Unter den Linden.
Durch den Ersten Weltkrieg verzögerte sich der Bau des Schlosses Cecilienhof in Potsdam, das auf Wunsch Cecilies der Sommerresidenz ihrer Eltern, dem Jagdschloss Gelbensande, nachempfunden war. Erst im August 1917 konnte Kronprinzessin Cecilie dort einziehen und brachte am 5. September ihr sechstes Kind, Prinzessin Cecilie, zur Welt.

### 1918 bis 1933

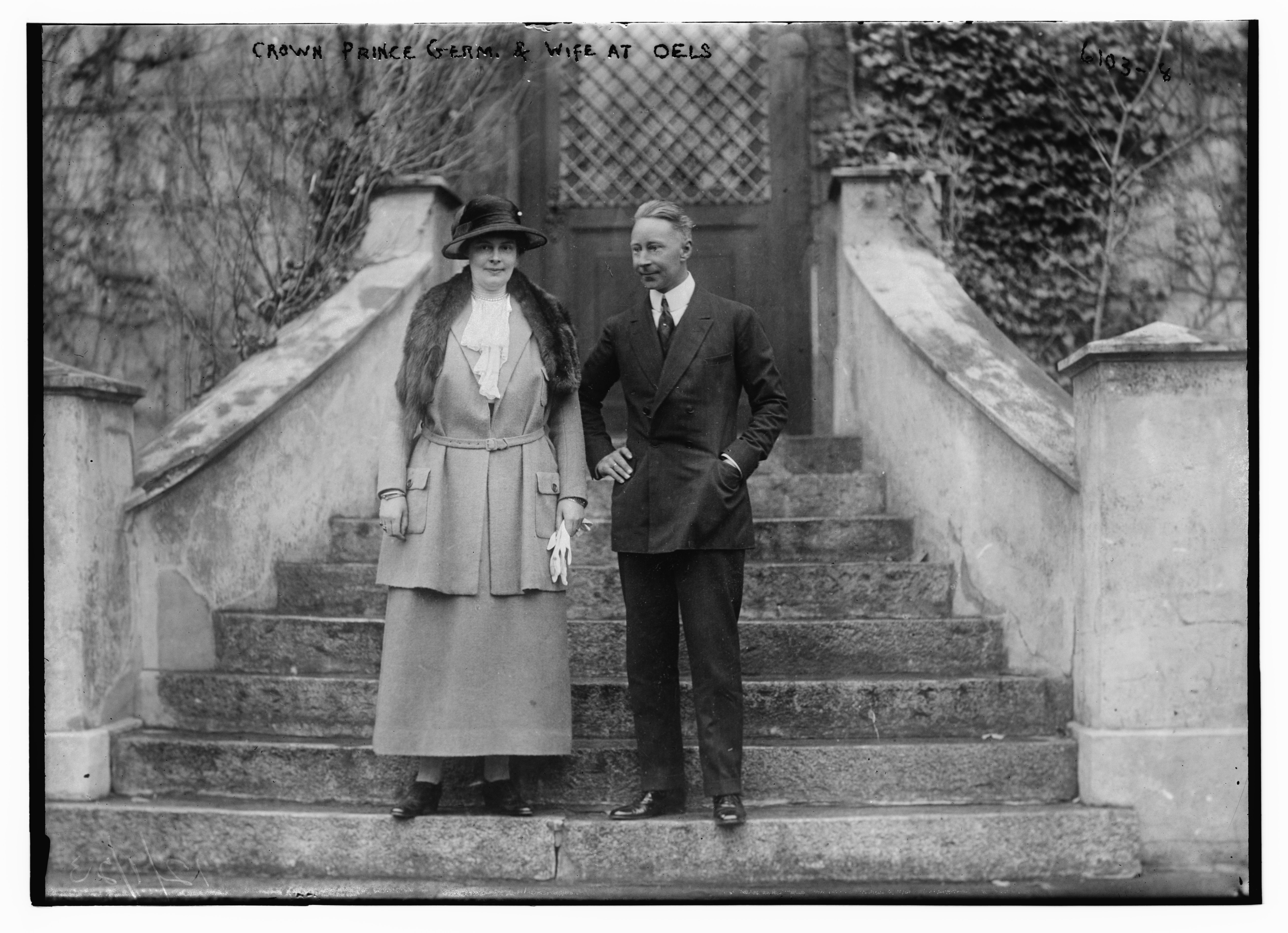
Der ehemalige Kronprinz und Cecilie 1923 auf Schloss Oels

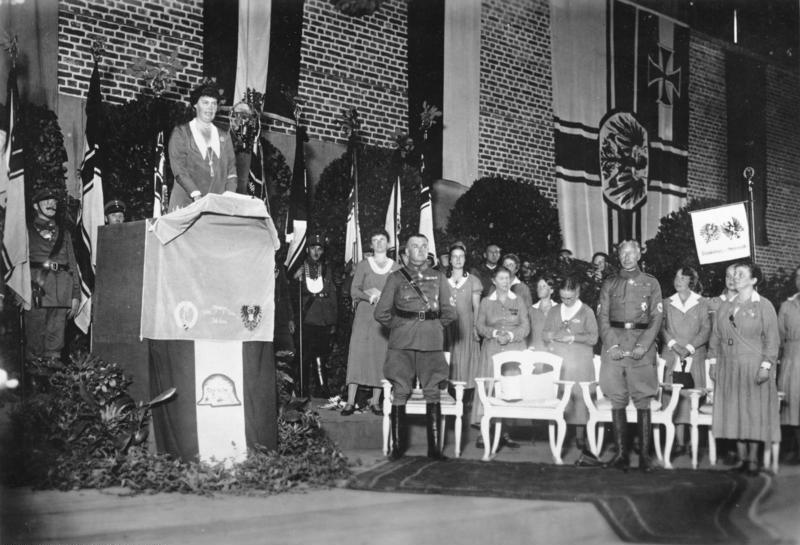
Luisenbundfeier 1932 in Potsdam, Cecilie am Rednerpult

Cecilies Leben änderte sich mit Kriegsende 1918. Bei Ausbruch der Novemberrevolution übersiedelte sie aus Sorge vor Übergriffen der Revolutionäre mit ihren Kindern von Schloss Cecilienhof ins Neue Palais zu ihrer Schwiegermutter Auguste Viktoria und ihrem Schwager Eitel Friedrich, der dieses Schloss militärisch sicherte.
Sie weigerte sich, mit dem abgetretenen Kaiser Wilhelm II., dessen Frau sowie ihrem Ehemann ins Exil zu gehen. So blieb sie mit ihren sechs Kindern als einzige in der deutschen Hauptstadt, wo sie sich weiter für karitative Zwecke einsetzte und die Stellung hielt, besuchte aber im Juli 1918 auch Verwundete im Würzburger Juliusspital. Daneben bewohnte sie Schloss Oels in Schlesien. Zwar durfte ihr Mann, der ehemalige Kronprinz Wilhelm von Preußen, Ende 1923 nach Deutschland zurückkehren, doch hatten sich die Eheleute inzwischen endgültig getrennt, zumal der playboyhafte Wilhelm neben seiner Ehe viele Liebschaften hatte, unter anderen mit Gladys Marie Deacon. Offiziell wohnte das Kronprinzenpaar bis 1945 im Cecilienhof.
Cecilie wirkte weiterhin in monarchistisch orientierten Vereinen. Ab 1924 war sie Schirmherrin der großen antidemokratischen, antisemitischen Frauenorganisation Bund Königin Luise, einer Schwesterorganisation des Stahlhelms. Unter den Monarchisten war umstritten, wer auf einen deutschen Thron zurückkehren könnte: der alte Kaiser oder der ehemalige Kronprinz. Cecilie agierte hier zielgerichtet gegen die zweite Frau Hermine des Kaisers für ihren Gatten oder wenigstens für ihre Söhne. In diesem Sinne trat sie 1932 auch öffentlich auf.

### 1933 bis zum Tod 1954
Nach der „Machtergreifung“ der Nationalsozialisten und ihrer Verbündeten im Jahr 1933 wurden trotz der Ergebenheitsadresse des Luisenbunds an Hitler, bei der Cecilie zu Mecklenburg als „erste Frau des Landes“ am 14. Mai 1933 im Berliner Sportpalast eine Ansprache hielt, alle monarchistischen Verbände aufgelöst und verboten. Die ehemalige Kronprinzessin zog sich daraufhin aus der Öffentlichkeit zurück und lebte von nun an vorwiegend auf dem Cecilienhof. Dort pflegte sie viele Kontakte im konservativen Adel, richtete private Konzerte aus und zählte bald viele bekannte Dirigenten sowie Musiker wie Bronisław Huberman, Wilhelm Kempff, Elly Ney, Wilhelm Furtwängler und Herbert von Karajan zu ihren engsten Freunden.

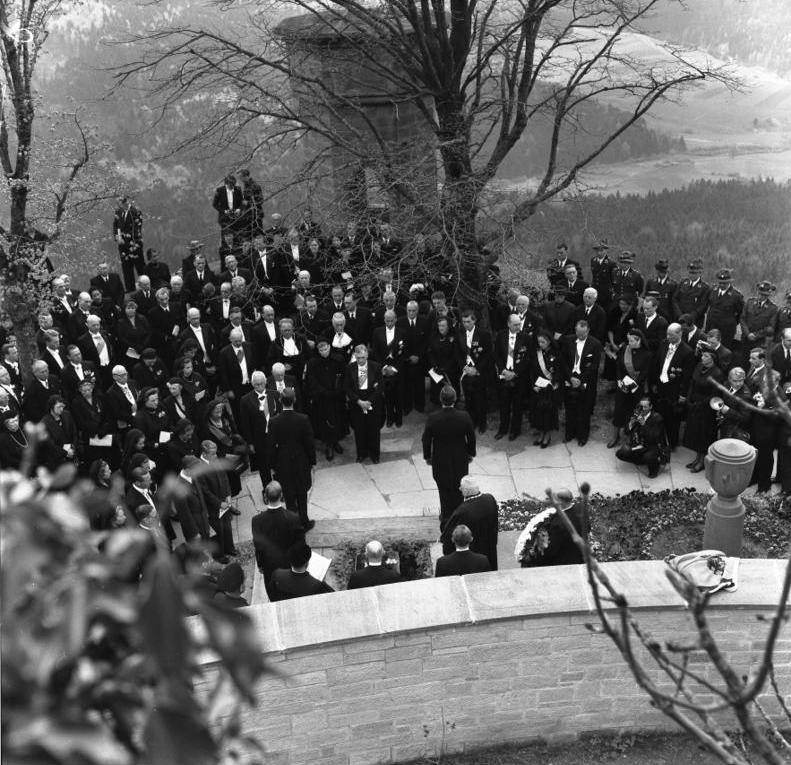
Cecilies Beerdigungsfeier auf der Burg Hohenzollern.

Im Februar 1945 musste sich Cecilie vor der herannahenden Roten Armee mit nur wenigen Stücken ihres persönlichen Besitzes aus ihrem Schloss in Sicherheit bringen. Sie floh mit der Familie ihres Sohnes Louis Ferdinand nach Bad Kissingen in Bayern, wo sie bis 1952 lebte, anfangs in einem Dachzimmer im „Fürstenhof“, dem Sanatorium des mit der Kaiserfamilie vertrauten Badearztes Paul Sotier, danach in eigener Wohnung. Von 1952 bis 1954 lebte sie im Stuttgarter Stadtteil Frauenkopf. Ihr Mann wohnte nach einer Internierung bis zum Tod 1951 allein in Hechingen.
Nach dem Zweiten Weltkrieg geriet die ehemals populäre Kronprinzessin weitgehend in Vergessenheit. Sie starb am 6. Mai 1954 bei einem Besuch im Hause Sotier in Bad Kissingen, vermutlich an einem Schlaganfall. Sie liegt auf dem kleinen Familienfriedhof im Offiziersgärtchen der St. Michaels-Bastei innerhalb der Burg Hohenzollern begraben, wo sich auch die Grabstätten des Ehemanns Wilhelm und mehrerer ihrer Kinder befinden.

## Vorfahren
| Ahnentafel Herzogin Cecilie zu Mecklenburg  | Ahnentafel Herzogin Cecilie zu Mecklenburg                                                                              | Ahnentafel Herzogin Cecilie zu Mecklenburg                                                                              | Ahnentafel Herzogin Cecilie zu Mecklenburg | Ahnentafel Herzogin Cecilie zu Mecklenburg                                                                              | Ahnentafel Herzogin Cecilie zu Mecklenburg                                                                             | Ahnentafel Herzogin Cecilie zu Mecklenburg                                                                             | Ahnentafel Herzogin Cecilie zu Mecklenburg                                                                             | Ahnentafel Herzogin Cecilie zu Mecklenburg                                                                             |
| ------------------------------------------- | --- | --- | --- | --- | --- | --- | --- | --- |
| Ururgroßeltern                              | Friedrich Ludwig zu Mecklenburg-Schwerin (1778–1819) ⚭ 1799 Großfürstin Helena Pawlowna Romanowa (1784–1803)            | König Friedrich Wilhelm III. von Preußen (1770–1840) ⚭ 1793 Luise von Mecklenburg-Strelitz (1776–1810)                  | Graf Heinrich XLIV. Reuß zu Köstritz (1753–1832) ⚭ 1783 Freiin Wilhelmine Friederike Marie Auguste Eleonore von Geuder gen. Rabensteiner (1755–1790) | Graf Henrich zu Stolberg-Wernigerode (1772–1854) ⚭ 1799 Jenny von Schönburg-Waldenburg (1780–1809)                      | Zar Paul I. von Russland (1754–1801) ⚭ 1776 Sophie Dorothee von Württemberg (1759–1828)                                | König Friedrich Wilhelm III. von Preußen (1770–1840) ⚭ 1793 Luise von Mecklenburg-Strelitz (1776–1810)                 | Großherzog Karl Friedrich von Baden (1728–1811) ⚭ 1787 Luise Karoline von Hochberg (1768–1820)                         | König Gustav IV. Adolf von Schweden (1778–1837) ⚭ 1797 Frederike Dorothea von Baden (1781–1826)                        |
| Urgroßeltern                                | Großherzog Paul Friedrich von Mecklenburg-Schwerin (1800–1842) ⚭ 1822 Alexandrine von Preußen (1803–1892)               | Großherzog Paul Friedrich von Mecklenburg-Schwerin (1800–1842) ⚭ 1822 Alexandrine von Preußen (1803–1892)               | Heinrich LXIII. Reuß zu Köstritz (1786–1841) ⚭ 1819 Gräfin Eleonore zu Stolberg-Wernigerode (1801–1827)                                              | Heinrich LXIII. Reuß zu Köstritz (1786–1841) ⚭ 1819 Gräfin Eleonore zu Stolberg-Wernigerode (1801–1827)                 | Zar Nikolaus I. von Russland (1796–1855) ⚭ 1817 Charlotte von Preußen (1798–1860).                                     | Zar Nikolaus I. von Russland (1796–1855) ⚭ 1817 Charlotte von Preußen (1798–1860).                                     | Großherzog Leopold von Baden (1790–1852) ⚭ 1819 Sophie Wilhelmine von Holstein-Gottorp (1801–1865)                     | Großherzog Leopold von Baden (1790–1852) ⚭ 1819 Sophie Wilhelmine von Holstein-Gottorp (1801–1865)                     |
| Großeltern                                  | Großherzog Friedrich Franz II. von Mecklenburg-Schwerin (1823–1883) ⚭ 1849 Auguste Reuß zu Schleiz-Köstritz (1822–1862) | Großherzog Friedrich Franz II. von Mecklenburg-Schwerin (1823–1883) ⚭ 1849 Auguste Reuß zu Schleiz-Köstritz (1822–1862) | Großherzog Friedrich Franz II. von Mecklenburg-Schwerin (1823–1883) ⚭ 1849 Auguste Reuß zu Schleiz-Köstritz (1822–1862)                              | Großherzog Friedrich Franz II. von Mecklenburg-Schwerin (1823–1883) ⚭ 1849 Auguste Reuß zu Schleiz-Köstritz (1822–1862) | Großfürst Michael Nikolajewitsch Romanow (1832–1909) ⚭ 1857 Cäcilie von Baden (1839–1891)                              | Großfürst Michael Nikolajewitsch Romanow (1832–1909) ⚭ 1857 Cäcilie von Baden (1839–1891)                              | Großfürst Michael Nikolajewitsch Romanow (1832–1909) ⚭ 1857 Cäcilie von Baden (1839–1891)                              | Großfürst Michael Nikolajewitsch Romanow (1832–1909) ⚭ 1857 Cäcilie von Baden (1839–1891)                              |
| Eltern                                      | Großherzog Friedrich Franz III. von Mecklenburg-Schwerin (1851–1897) ⚭ 1879 Anastasia Michailowna Romanowa (1860–1922)  | Großherzog Friedrich Franz III. von Mecklenburg-Schwerin (1851–1897) ⚭ 1879 Anastasia Michailowna Romanowa (1860–1922)  | Großherzog Friedrich Franz III. von Mecklenburg-Schwerin (1851–1897) ⚭ 1879 Anastasia Michailowna Romanowa (1860–1922)                               | Großherzog Friedrich Franz III. von Mecklenburg-Schwerin (1851–1897) ⚭ 1879 Anastasia Michailowna Romanowa (1860–1922)  | Großherzog Friedrich Franz III. von Mecklenburg-Schwerin (1851–1897) ⚭ 1879 Anastasia Michailowna Romanowa (1860–1922) | Großherzog Friedrich Franz III. von Mecklenburg-Schwerin (1851–1897) ⚭ 1879 Anastasia Michailowna Romanowa (1860–1922) | Großherzog Friedrich Franz III. von Mecklenburg-Schwerin (1851–1897) ⚭ 1879 Anastasia Michailowna Romanowa (1860–1922) | Großherzog Friedrich Franz III. von Mecklenburg-Schwerin (1851–1897) ⚭ 1879 Anastasia Michailowna Romanowa (1860–1922) |
| Herzogin Cecilie zu Mecklenburg (1886–1954) | | | | | | | | |

## Ehrungen
- Sie ist Namenspatronin für die in den 1920er Jahren entstandene und inzwischen denkmalgeschützte Wohnanlage Ceciliengärten in Berlin-Schöneberg.
- Etliche Straßen oder Plätze in Deutschland erhielten ihren Namen, die jedoch nach dem Ende des Zweiten Weltkriegs meist umbenannt wurden. Unter anderem ist die Cecilienallee in Düsseldorf-Golzheim nach ihr benannt und namentlich erhalten.
- Nach ihr wurde das Schloss Cecilienhof in Potsdam benannt, das sie von 1917 bis 1945 mit Unterbrechungen bewohnte.
- Eines der großen Segelschiffe der ersten Hälfte des 20. Jahrhunderts, eine 1902 bei der Rickmers AG in Geestemünde gebaute Viermastbark, wurde auf den Namen Herzogin Cecilie getauft. Ebenso erhielt eine neue Straße in der Überseestadt Bremen den Namen Herzogin-Cecilie-Allee.[7]
- Der 1905 eingedeichte Cecilienkoog wurde nach ihr benannt.
- Sie war Namensgeberin des Schnelldampfers Kronprinzessin Cecilie des Norddeutschen Lloyd.
- Im Jahr 1910 wurde eine Verbindungsstraße zwischen den damaligen Dörfern Marzahn und Kaulsdorf östlich von Berlin nach ihr benannt. Den Namen erhielt die Straße, nunmehr größtenteils im Ortsteil Berlin-Hellersdorf gelegen, im Jahr 1992 erneut.[8]
- Mehrere Schulen sind nach ihr benannt, u. a. das Ceciliengymnasium Bielefeld, das Cecilien-Gymnasium Düsseldorf oder die Cecilienschule in Berlin.

## Nachkommen
- Wilhelm Friedrich Franz Joseph Christian Olaf (* 1906, † Mai 1940)

⚭ 1933 Dorothea von Salviati (1907–1972)
- Louis Ferdinand Victor Eduard Adalbert Michael Hubertus (1907–1994)

⚭ 1938 Kira Kirillowna Romanowa (1909–1967), frühere Großfürstin von Russland
- Hubertus Karl Wilhelm (1909–1950)

⚭ 1941–1943 Maria Anna Freiin von Humboldt-Dachroeden (1916–2003)
⚭ 1943 Magdalene Pauline Prinzessin Reuß (1920–2009)
- Friedrich Georg Wilhelm Christoph (1911–1966)

⚭ 1945 Lady Brigid Katherine Rachel Guinness (1920–1995), Tochter des britischen Industriellen Rupert Guinness, 2. Earl of Iveagh
- Alexandrine Irene (1915–1980)
- Cecilie Viktoria Anastasia Zita Thyra Adelheid (1917–1975)

⚭ 1949 Clyde Kenneth Harris (1918–1958)

## Werke
- Sommer an der See. Insel-Verlag, Leipzig 1914, DNB 572584849.
- Erinnerungen. Koehlers Verlagsgesellschaft, Leipzig 1930 (Neuauflage: Koehler & Amelang, München/Berlin 2001, ISBN 3-7338-0304-3).
- Erinnerungen an den Deutschen Kronprinzen. Koehlers Verlagsgesellschaft, Biberach an der Riss 1952 (Neuauflage: Koehler & Amelang, München/Berlin 2001, ISBN 3-7338-0315-9).